# 대한민국-코소보 관계
대한민국과 코소보 양국은 2025년 현재 미수교 상태이다. 이는 코소보의 국제적 승인과 관련된 복잡한 국제 정세에 기인한 상황이다. 대한민국 정부에서는 주오스트리아 대한민국 대사관 겸 주빈 국제 기구 대표부가 코소보에 관한 영사 업무를 겸임하고 있으며, 코소보 정부에서는 주일본 코소보 대사관이 대한민국에 관한 영사 업무를 겸임하고 있다.
1999년에 일어난 코소보 전쟁의 여파로 인하여 유엔은 1999년 6월 10일에 채택된 유엔 안전 보장 이사회 결의 제1244호에 따라 코소보에 유엔 코소보 임시행정부를 수립했다. 그 뒤 코소보는 2008년 2월 17일에 세르비아로부터 독립을 선언하였고, 이에 대한민국 정부에서도 2008년 3월 28일에 코소보를 독립국으로 승인하였다. 2018년 평창 동계 올림픽에서는 코소보 국가대표팀이 참가하였으며, 하심 사치 코소보 대통령이 한국을 방문하였다.